# Anàbasi d'Alexandre el Gran
L'Anàbasi d'Alexandre el Gran o Les campanyes d'Alexandre és una obra de l'autor Flavi Arrià, datada del segle ii, que explica les conquestes militars d'Alexandre el Gran, i n'és la font més important que es conserva. És una de les obres més representatives de la producció historiogràfica clàssica, perquè narra aspectes i detalls de la vida i obra d'Alexandre que no es conserven en altres obres. Un altre aspecte singular és que mostra la visió d'un autor romà sobre el conqueridor macedoni i, per tant, la visió que es tenia d'aquest personatge.

## Sobre l'obra
El terme grec anàbasi es refereix a una expedició de la costa cap a l'interior d'un país. El terme catàbasi es refereix a un viatge des de l'interior a la costa. Per tant, una traducció més literal seria L'expedició d'Alexandre.
L'obra està redactada en grec àtic, la qual cosa es correspon a l'educació d'Arrià. Com que era de classe social alta, es pogué pagar la millor educació del moment: estudià a Atenes i fou un dels pupils d'Epictet de Nicòpolis, l'obra del qual només es conserva pels comentaris d'Arrià. Malgrat la seua educació i orígens grecs, era ciutadà romà i de fet mantingué una estreta relació amb el mateix emperador Hadrià. Junts compartien l'admiració pel món grec clàssic i hel·lenístic, d'ací l'interés de l'autor a escriure una obra sobre l'heroi hel·lènic per excel·lència.
El diví Alexandre era un referent pel seu paper de cap militar, que entronca amb la mentalitat romana de l'època d'aspiració a la glòria. La seua imatge era emprada per molts emperadors que volien identificar-se amb l'heroi hel·lènic, que al seu torn també s'identificava amb un altre heroi grec, Hèrcules, amb qui compartien els elements iconogràfics i simbòlics com el mantell de lleó o l'anastolé, que apareixen en la retratística romana des de temps de la República Romana com mostren els retrats, per exemple, de Gneu Pompeu Magne.
L'Anàbasi d'Alexandre el Gran era, per tant, la confluència no sols del filohel·lenisme de l'autor, sinó de la mateixa mentalitat romana. L'admiració per allò clàssic és un aspecte heretat del món grec i es poden establir paral·lelismes amb obres com l'Odissea d'Homer, on l'heroi és Odisseu, la Ilíada amb Aquil·les o el ja esmentat Hèrcules. L'obra no es limitava a un interés personal de l'autor per la història, sinó que establia referències entre l'heroi macedoni i el poder imperial romà.

## Sobre l'autor
Arrià de Nicomèdia neix a la ciutat del mateix nom, encara que no es té certesa exacta quant a la data del seu naixement. Nicomèdia, capital de la província romana de Bitínia, era una ciutat destacada de la regió. Resulta difícil seguir la pista dels seus anys de joventut perquè no en queden fonts. Cassi Dió escrigué una biografia de l'autor que no s'ha conservat.
La seua carrera política i militar no es limita a la seua regió natal, ja que hi ha evidències de la seua estada a la Gàl·lia, Numídia i a la Bètica com a procònsol. D'aquesta última regió es conserva una inscripció dedicada a Àrtemis trobada a Còrdova, on s'esmenta el nom d'Arrià i que es relaciona amb l'autor grec.
Després de la seua etapa de propretor (legatus Augusti pro praetore) a Capadòcia, i pel que sembla després de la mort de l'emperador Hadrià, Arrià es retira de la vida pública.